# Tanapat Rakchatthai
Tanapat Rakchatthai (thailändisch ธนพัฒน์ รักชาติไทย; * 13. Juli 2004) ist ein thailändischer Fußballspieler.

## Karriere
Tanapat Rakchatthai erlernte das Fußballspielen in der Jugend des Erstligisten Bangkok United. Seinen ersten Vertrag unterschrieb er im Juli 2024 beim Zweitligisten Samut Prakan City FC. Sein Zweitligadebüt für den Verein aus Samut Prakan gab Rakchatthai am 10. August 2024 (1. Spieltag) im Auswärtsspiel gegen den Mahasarakham SBT FC. Bei der 2:0-Niederlage wurde er in der 73. Minute für Krittin Suwannasri eingewechselt. Nach der Hinrunde wurde sein Vertrag Anfang Januar 2025 nicht verlängert.